# 溫德萊斯灣
溫德萊斯灣（英語：Windless Bight），是南極洲的海灣，位於羅斯島南部，處於哈特角半島東面，由英國探險隊命名，該海灣現時由南極條約體系管理。